# 현민 유진오박사 생가터
현민 유진오박사 생가터는 대한민국 경기도 하남시 상산곡동에 있다. 2006년 8월 21일 하남시의 향토유적 제10호로 지정되었다.

## 개요
생가는 60년 전에 멸실되어 현재 집터만 남아있다.

## 같이 보기
- 유진오